# Cube Entertainment
Cube Entertainment (em coreano: 큐브 엔터테인먼트; romaniz.: Kyubeu Enteoteinmeonteu) é uma empresa sul-coreana de entretenimento. Ela atua como gravadora, agência de talentos, produtora musical, produtora de eventos e editora musical. Foi fundada na Coreia do Sul em 2006 por Hong Seung-sung, antigo CEO da gravadora JYP Entertainment, e Monica Shin. Em 2017, LOEN Entertainment tornou-se o distribuidor principal da gravadora através de uma parceria.

## Artistas
Todos os artistas da Cube Entertainment são coletivamente conhecidos como United Cube.

### Grupos
| Debut | Nome     | Gênero    | Integrantes                                                          | Líder     | Cor do fandom        | Fandom         | Status |
| ----- | -------- | --------- | -------------------------------------------------------------------- | --------- | -------------------- | -------------- | ------ |
| 2009  | 4minute  | Feminino  | Jihyun, Gayoon, Jiyoon, Hyuna e Sohyun                               | Jihyun    | Roxo perolado        | 4Nia           | 2016   |
| 2012  | BTOB     | Masculino | Eunkwang, Minhyuk, Changsub, Hyunsik, Peniel Shin e Sungjae          | Eunkwang  | Slow Blue/Azul Lento | Melodie/Melody | Ativo  |
| 2015  | CLC      | Feminino  | Seunghee, Yujin, Seungyeon, Yeeun e Eunbin                           | Seungyeon | Rosa Perolado        | Cheshire       | 2021   |
| 2016  | PENTAGON | Masculino | Jinho, Hui, Hongseok, Shinwon, Yeo One, YanAn, Yuto, Kino, e Wooseok | Hui       | UniNavy              | Universe       | Ativo  |
| 2018  | (G)I-DLE | Feminino  | Miyeon, Minnie, Soyeon, Yuqi e Shuhua                                | Soyeon    | Roxo                 | Neverland      | Ativo  |
| 2021  | LIGHTSUM | Feminino  | Chowon, Hina, Juhyeon, Nayoung, Sangah, Yujeong                      | Juhyeon   | —                    | Sumit          | Ativo  |
| 2024  | NOWADAYS | Masculino | Hyeonbin. Yoon, Yeonwoo, Jinhyuk, Siyun                              | Hyeonbin  | —                    | Day_And        | Ativo  |

### Solistas
| Debut | Artista    | Gênero    | Status |
| ----- | ---------- | --------- | ------ |
| 2017  | Soyeon     | Feminino  | Ativo  |
| 2017  | Jo Kwon    | Masculino | Ativo  |
| 2018  | Yoo Seonho | Masculino | Ativo  |
| 2022  | Miyeon     | Feminino  | Ativo  |
| 2024  | Yuqi       | Feminino  | Ativo  |
| 2025  | Minnie     | Feminino  | Ativo  |

### Atores
- Nam Jong-chun

### Produtores
- Bickssancho
- Ferdy
- Seo Jae-woo
- Son Yong-jin
- Jo Sung-ho
- Jae Bin-shin
- Jeon Da-woon
- Kang Dong-ha
- Zerozine
- Lim Sang-hyuk
- Cho Sung-hoon
- Seo Yong-bae
- Choi Kyu-wan
- Jerry Lee
- Kwon Seok-hon

### Compositores
- Eunkwang
- Hyunsik
- Ilhoon
- Changsub
- Minhyuk
- Peniel
- Sungjae
- Yeeun
- Jinho
- Hui
- Shinwon
- Yeo One
- Kino
- Wooseok
- Yuto
- Soyeon
- Shin Ji-hoon (2013-2017)
- Park Min-ha (2015–2017)
- Choi Dae-hoon (2016–2017)

### Ex-artistas
| Debut | Artista                        | Sexo      | Membros                                                  | Líder   | Saída |
| ----- | ------------------------------ | --------- | -------------------------------------------------------- | ------- | ----- |
| 2009  | Beast                          | Masculino | Doojoon, Hyunseung, Junhyung, Yoseob, Gikwang e Dongwoon | Doojoon | 2016  |
| 2009  | 4Minute                        | Feminino  | Jihyun, Gayoon, Jiyoon, Hyuna e Sohyun                   | Jihyun  | 2016  |
| 2009  | Hyuna                          | Feminino  | Solista e 4Minute                                        | —       | 2018  |
| 2010  | G.NA                           | Feminino  | Solista                                                  | —       | 2016  |
| 2011  | Roh Ji-hoon                    | Masculino | Solista                                                  | —       | 2017  |
| 2011  | Huh Gak (Plan A Entertainment) | Masculino | Solista                                                  | —       | 2015  |
| 2011  | Apink (Plan A Entertainment)   | Feminino  | Chorong, Bomi, Eunji, Naeun, Yookyung, Namjoo e Hayoung  | Chorong | 2015  |
| 2013  | M4M                            | Masculino | Alen, Jimmy, Vinson, Bin e Park Jung-jong                | —       | 2015  |
| 2013  | Rain                           | Masculino | Solista                                                  | —       | 2015  |
| 2013  | Shin Ji-hoon                   | Feminino  | Solista                                                  | —       | 2017  |
| 2015  | Park Min-ha                    | Feminino  | Solista                                                  | —       | 2017  |
| 2016  | Choi Dae-hoon                  | Masculino | Solista                                                  | —       | 2017  |
| 2016  | E'Dawn                         | Masculino | PENTAGON                                                 | —       | 2018  |

## Concertos
- 2011 United Cube Concert; Londres (5 de dezembro),[2] São Paulo, Brasil (13 de dezembro)[3][4][5][6]
- 2013 United Cube Concert
- 2018 United Cube Concert